# Walter Blümel
Walter Blümel (* 3. Mai 1921 in Trautenau, Tschechoslowakei; † 22. Januar 1997 in Leonberg) war ein deutscher Maler, Bildhauer und Dichter.

## Leben
Blümel schloss 1938 eine Malerlehre ab, während des Zweiten Weltkrieges studierte er an der Akademie der bildenden Künste Wien. Nach Bezug eines ersten Ateliers in Leonberg 1946 folgte ab 1948 ein Studium als Meisterschüler bei dem bedeutenden Künstler Willi Baumeister.
Künstlerisch war Blümel insbesondere dem Spannungsfeld zwischen Mensch und Technik verbunden und versuchte dafür in abstrakten, sowie an technische Zeichnungen erinnernden Bildern, in Plastiken und Gedichten Ausdruck zu verleihen.